# Обединени за Македония
Обединени за Македония (на македонска литературна норма: Обединети за Македонија) е политическа партия в Република Северна Македония, основана през 2009 г. Неин председател е Любе Бошкоски.

## История
Партията е основана на 29 май 2009 г. от Любе Бошкоски, който е бивш вътрешен министър от консервативната ВМРО-ДПМНЕ. През 2008 г. Бошкоски се връща в Македония от Шевенинген, освободен от обвинения от Международния наказателен трибунал за бивша Югославия. Скоро след това, Бошкоски не намира общ език за сътрудничество в рамките ВМРО-ДПМНЕ и се дистанцира от партията. На президентските избори през 2009 г. се явява като единствен независим кандидат, популяризира се като критик на властта и Никола Груевски. След изборите Бошкоски сформира „Обединени за Македония“. Целта на партията е да подобри живота на всички граждани и в най-кратък срок да се осъществи членството на Македония в НАТО и ЕС.
След оправдателната присъда в Хаг, Бошкоски се завърна в Македония на 11 юли 2018 г. След много недоразумения с ВМРО-ДПМНЕ той взел участие в президентските избори през 2009 г. като независим кандидат и спечелил 150 000 гласа. На 29 май 2009 г. той основава Обединени за Македония.
На 29 май 2009 г. в Скопие се проведе учредителното събрание на партията „Обединени за Македония“. Нейзиният основател и ръководител е Любе Бошкоски. Президентът на Обединени за Македония бе арестуван на 6 юни 2011 г., ден след парламентарните избори. Неговият арест и присъда бяха третирани като политически мотивирани от няколко национални и международни организации.
През 2014 г. партията участва в парламентарните избори в коалиция със СДСМ, където коалицията губи изборите. От февруари до май 2015 г. Заев публикува разговори, в които ръководителите на ВМРО-ДПМНЕ слушале над 20 000 граждани. В тези материали публично се показваха телефонни разговори, на които хора на високи позиции във ВМРО-ДПМНЕ коментираха политическия мотив за закриване на президента на Обединени за Македония.
След протестите, в които активно участва Обединени за Македония, на 17 май се организира един от най-големите протести в Република Северна Македония.
След освобождаването на Бошкоски от затвора, партията влиза в коалиция с ВМРО-НП и Достинство под името „ВМРО за Македония“ и спечелила 25 000 гласа в парламентарните избори през 2016 г

## Резултати
На парламентарните избори през 2011 г. партията получава 17 081 гласа, или 1,52 %. На парламентарните избори от 2016 г. партията се явява в коалиция заедно с ВМРО Народна партия и получава 24 524 гласа, или 2,13%.